# Situla (ster)
Situla (kappa Aquarii) is een ster met spectraalklasse K1. 5III in het sterrenbeeld Waterman (Aquarius). De afstand van de ster met schijnbare magnitude 5,0 is 221,7 lichtjaar.